# Contea autonoma hui di Mengcun
La contea autonoma hui di Mengcun (孟村回族自治县S, Mèngcūn huízú zìzhìxiànP) è una contea della Cina, situata nella provincia di Hebei e amministrata dalla prefettura di Cangzhou.